# William Colgate
William Colgate (* 15. Januar 1783 in Hollingbourn, Kent; † 25. März 1857 in New York City) war ein in England geborener amerikanischer Unternehmer. Er gründete 1806 die Colgate & Company und stellte parfümierte Seife her.

## Leben
Colgate war der Sohn von Robert Colgate (1758–1826) und Sarah Bowles († 1840). Der Vater war ein Landwirt und Sympathisant des Amerikanischen Unabhängigkeitskrieges sowie der Französischen Revolution. Er verließ wegen seiner Überzeugungen die Farm in Shoreham, Kent im März 1798 und wanderte mit seiner Familie nach Baltimore aus. Dort bewirtschaftete er eine Farm in Harford County, Maryland.
William Colgate arbeitete zunächst als Kerzenmacher in New York City. 1806 machte er sich mit der Produktion und dem Verkauf von Kerzen, Seife und Wäschestärke selbstständig. Nach Jahren finanzieller Schwierigkeiten gelang dem Unternehmen in den 1820er Jahren der Durchbruch.
Colgate war ein baptistischer Diakon und vereinigte 1808 die baptistischen Kirchen in New York City. Er galt bald als einer der führenden Christen der Stadt. Colgate war Vorstandsmitglied der American Bible Society, verließ diese aufgrund religiöser Differenzen einige Jahre später aber wieder, um die American And Foreign Bible Society ins Leben zu rufen.
1850 gründete Colgate mit zwölf weiteren Männern nach dem Motto 13 Dollars, 13 Prayers, and 13 Articles die Baptist Education Society of the State of New York, die zu seinen Ehren später in Colgate University umbenannt wurde.
Samuel Colgate (1822–1898), einer seiner beiden Söhne, folgte ihm als Präsident der Colgate & Company nach. Colgates Enkel Gilbert Colgate gewann 1936 die Bronze-Medaille im Bobsport bei den Olympischen Winterspielen.